# Estigena
Estigena is een geslacht van vlinders van de familie spinners (Lasiocampidae).

## Soorten
- E. africana Holland, 1893
- E. silvestris Strand, 1918